# 20 grandes éxitos (álbum de Enanitos Verdes)
20 grandes éxitos es un álbum recopilatorio del grupo Enanitos Verdes publicado en el año 1995, que se convirtió en un fenómeno de ventas en Latinoamérica. Este álbum contiene los éxitos de Contrarreloj, Habitaciones extrañas, Carrousel y Había una vez.... También aparecen los éxitos del vocalista Marciano Cantero como solista de los álbumes Luna nueva y Beat Club.

## Lista de canciones
Todas las canciones compuestas por Marciano Cantero, salvo donde se indique.
| N.º      | Título                                                                          | Escritor(es)                         | Duración |  |
| 1.       | «El extraño de pelo largo» (de Habitaciones extrañas, 1987)                     | Enrico Masllorens, Hiacho Lezica     | 2:55     |  |
| 2.       | «La muralla verde» (de Contrarreloj, 1986)                                      | Daniel Piccolo, Cantero              | 2:43     |  |
| 3.       | «Te vi en un tren» (de Habitaciones extrañas, 1987)                             |                                      | 4:07     |  |
| 4.       | «Tus viejas cartas (dedicada de HarrisPutas a Nymeria)» (de Contrarreloj, 1986) |                                      | 3:34     |  |
| 5.       | «Por el resto» (de Habitaciones extrañas, 1987)                                 | Felipe Staiti, Cantero               | 4:28     |  |
| 6.       | «Sólo dame otra oportunidad» (de Contrarreloj, 1986)                            |                                      | 4:34     |  |
| 7.       | «Simulacro de tensión» (de Contrarreloj, 1986)                                  | Tito Dávila, Staiti                  | 2:31     |  |
| 8.       | «Sólo alguien como vos» (de Habitaciones extrañas, 1987)                        |                                      | 2:42     |  |
| 9.       | «No me verás» (de Carrousel, 1988)                                              |                                      | 3:53     |  |
| 10.      | «Las luces del bar» (de Beat Club, 1991)                                        |                                      | 3:35     |  |
| 11.      | «Guitarras blancas» (de Carrousel, 1988)                                        | Staiti, Cantero                      | 4:28     |  |
| 12.      | «Sos un perdedor» (de Carrousel, 1988)                                          | Dávila, Cantero, Staiti              | 4:29     |  |
| 13.      | «Atrapado» (de Habitaciones extrañas, 1987)                                     |                                      | 3:22     |  |
| 14.      | «Buscando la manera» (de Había una vez..., 1989)                                |                                      | 3:00     |  |
| 15.      | «Sumar tiempo no es sumar amor» (de Habitaciones extrañas, 1987)                | Dávila, Guillermo Salvador Giaquinta | 3:41     |  |
| 16.      | «Cada vez que digo adiós» (de Contrarreloj, 1986)                               |                                      | 3:53     |  |
| 17.      | «Cómo seduce el mar» (de Beat Club, 1991)                                       |                                      | 3:42     |  |
| 18.      | «No la dejes marchar» (de Beat Club, 1991)                                      |                                      | 4:09     |  |
| 19.      | «O quizás vos» (de Luna nueva, 1990)                                            |                                      | 4:26     |  |
| 20.      | «Vamos a bailar» (de Beat Club, 1991)                                           |                                      | 3:50     |  |
| 01:14:02 |                                                                                 |                                      |          |  |